# Механосинтез
Механосинтез — це термін для позначення гіпотетичного хімічного синтезу, в якому результат реакції визначається використанням механічних обмежень для спрямування молекул, здатних реагувати, до певних молекулярних ділянок. Наразі не існує небіологічних хімічних синтезів, які досягають цієї мети. Деяке розміщення атомів було досягнуто за допомогою сканувальних тунельних мікроскопів.

## Вступ
У звичайному хімічному синтезі, або хемосинтезі, реакційноздатні молекули стикаються одна з одною внаслідок випадкового теплового руху в рідині або парі. У гіпотетичному процесі механосинтезу вони будуть приєднані до молекулярних механічних систем, а їхні зіткнення відбуватимуться в результаті механічних рухів, які з'єднуватимуть їх у запланованих послідовностях, положеннях та орієнтаціях. Передбачається, що механосинтез дозволить уникнути небажаних реакцій, розділяючи потенційні реагенти, і сприятиме бажаним реакціям, утримуючи реагенти разом в оптимальній орієнтації протягом багатьох циклів молекулярних коливань. У біології рибосома є прикладом програмованого механосинтетичного пристрою.
Небіологічна форма механохімії здійснюється при кріогенних температурах за допомогою скануючих тунельних мікроскопів. На сьогоднішній день[на коли?] такі пристрої забезпечують найближчий підхід до виготовлення інструментів для молекулярної інженерії. Ширше використання механосинтезу очікує на досконалішу технологію побудови молекулярних машинних систем, з рибосомоподібними системами як привабливою першочерговою метою.
Значна частина захоплення щодо вдосконаленого механосинтезу стосується його потенційного використання у складанні пристроїв молекулярного масштабу. Такі методи мають багато застосувань у медицині, авіації, видобутку корисних копалин, виробництві та військовій справі.

### Історія
Техніку механічного переміщення окремих атомів запропонував Ерік Дрекслер у своїй книзі «Двигуни творіння» 1986 року.[джерело?]

## Зовнішні посилання
- Бібліографію оновлено тут Робертом Фрейтасом
- The Foresight Institute